# ممر الغاز الجنوبي

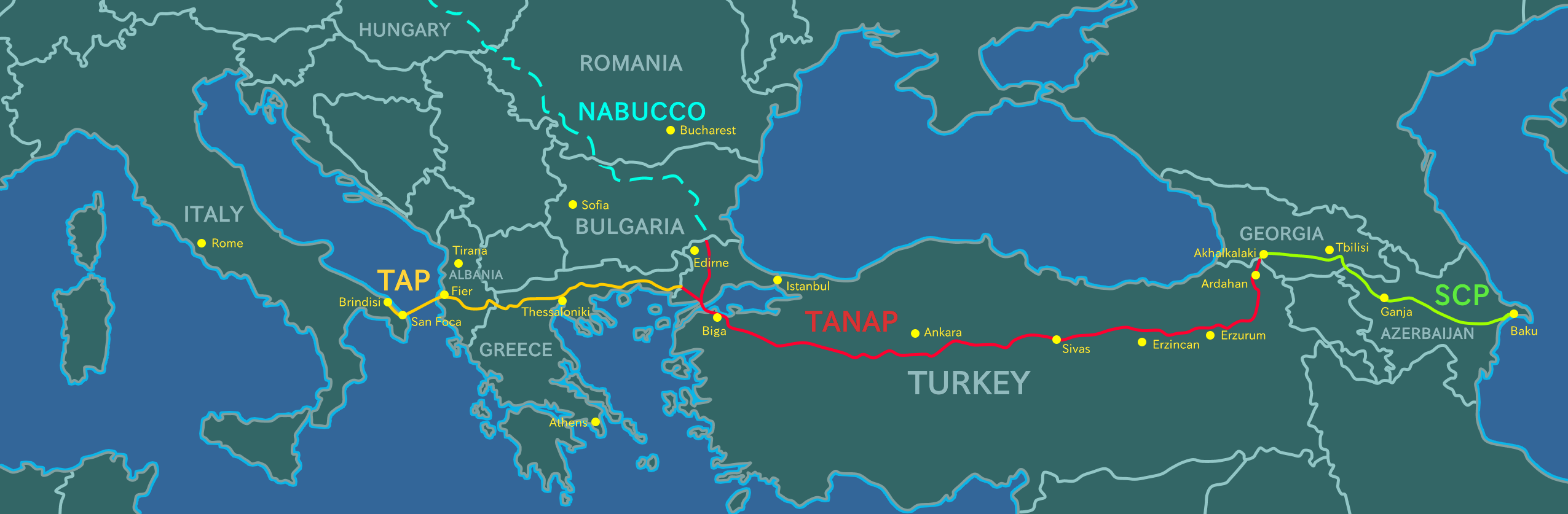
تخطيط خطوط الأنابيب المختلفة في ممر الغاز الجنوبي

يعد ممر الغاز الجنوبي مشروعًا لتوسيع خط أنابيب الغاز في جنوب القوقاز (باكو - تبيليسي - إرزوروم) ، بالإضافة إلى إنشاء خط أنابيب الغاز خط أنابيب الغاز عبر الأناضول في تركيا وتوسيع خط أنابيب الغاز عبر خط أدرياتيك في أوروبا.وسيمر الغاز الطبيعي الذي سيتم إنتاجه في هذا المشروع عبر أذربيجان وجورجيا وتركيا واليونان وبلغاريا وألبانيا والبحر الأدرياتيكي.وسيتم تسليمها إلى إيطاليا عبر خطوط أنابيب تعود إلى أكثر من 3500 كيلومتر.

## التمويل
في عام 2016 ، وقع بنك التنمية الآسيوي وحكومة أذربيجان اتفاقية قرض بقيمة 600 مليون دولار، والتي تركز على المرحلة الثانية من تطوير حقل شاه دنيز. خصص البنك الدولي مبلغ 400 مليون دولار لأذربيجان لمدة 30 سنة على أساس اتفاقية الائتمان والضمان الموقعة في 16 يناير 2017.خصص البنك الدولي قرضًا مماثلًا لتركيا ؛ القروض هي لبناء خط أنابيب الغاز عبر الأناضول.في أكتوبر من نفس العام، منح البنك الأوروبي للإنشاء والتعمير قرضًا بقيمة 500 مليون دولار لإنشاء خط أنابيب الغاز خط أنابيب الغاز عبر الأناضول.في فبراير 2018 ، أعلن البنك الأوروبي للإنشاء والتعمير عن قرض بقيمة 60 مليون يورو لخط أنابيب الغاز (رومانيا وبلغاريا والمجر والنمسا) في إطار مشروع ممر الغاز الجنوبي.في شهر مارس من هذا العام، اتفقت حكومتا أذربيجان وألمانيا على تقديم قرض بقيمة 1.5 مليار دولار لتمويل مشروع ممر الغاز الجنوبي.كما قدم بنك الاستثمار الأوروبي قرضًا بقيمة 932 مليون يورو لبناء خط أنابيب الغاز TANAP.

## الطلب على الغاز
انخفض أكثر من 20 ٪ من الطلب على الغاز في الاتحاد الأوروبي في عام 2010 إلى عام 2015.وفي الوقت نفسه، تقدر مشروعات الغاز بأكثر من 70٪ من سيناريو الطلب على الغاز في عام 2030.هناك زيادة في استهلاك الغاز من عام 2015 إلى عام 2017 ، ولكن فقط 7 ٪. يتمتع الاتحاد الأوروبي بنصيب كبير من البنية التحتية لاستيراد الغاز وتقل العديد من فرص الاستيراد.من ناحية أخرى، فإن أهداف الاتحاد الأوروبي لكفاءة الطاقة ستقلل الطلب على الغاز في السنوات القادمة.بحلول عام 2020 ، قارن الاتحاد الأوروبي نسبة 20٪ من موارد الطاقة باستهلاك الطاقة في عام 2020.

## دعم لحكومة أذربيجان
تدعم شركة SGC والدول الأوروبية والشركات صادرات الغاز من أذربيجان وتساعد في تمويل الحكومة الأذربيجانية.ينظر العديد من منظمات المجتمع المدني والرقابة إلى النظام، مثل القمعي والناشط، إلى أن الصحفيين يُعتقلون ويُعتقلون بانتظام بتهم ملفقة.

## سياسة المناخ الأوروبية
تمثل الأهداف الرئيسية للاتحاد الأوروبي حتى عام 2030 ما لا يقل عن 40 ٪ من انبعاثات غازات الاحتباس الحراري مقارنة بعام 1990 ، و 27 ٪ من إجمالي استهلاك الطاقة المتجددة و 27 ٪ من كفاءة الطاقة.وفقًا لوكالة الطاقة الدولية، «لا يمكن للعالم استهلاك أكثر من ثلث الوقود الأحفوري حتى عام 2050 للوصول إلى الهدف عند 2 درجة مئوية».أعلن بنك الاستثمار الأوروبي التزامه بمكافحة تغير المناخ ويهدف إلى تمويل ممر يمكن أن يعيق إزالة الكربون.

## الوصف الفني
في أوائل عام 2011 ، تم التوقيع على بيان مشترك بين رئيس أذربيجان والمفوضية الأوروبية بشأن ممر الغاز الجنوبي.يتكون ممر الغاز الجنوبي من ثلاثة مشاريع رئيسية:
- توسيع خط أنابيب جنوب القوقاز عبر أذربيجان وجورجيا ؛
- خط أنابيب عبر الأناضول (TANAP) عبر تركيا ؛
- عبر خط أنابيب البحر الأدرياتيكي (عبر خط أدرياتيك) من خلال اليونان وألبانيا وإيطاليا.

وسيبلغ إجمالي طول خط الأنابيب حوالي 3500 كيلومتر وتقدر قيمته الإجمالية بنحو 45 مليار دولار.
في عام 2017 ، بلغ احتياطي المشروع نحو 1.2 تريليون متر مكعب من الغاز و 2.2 برميل من المكثفات.
يتم تنفيذ المشاريع التالية في ممر الغاز الجنوبي:
- المرحلة الثانية من حقل شاه دنيز.
- تمديد شبكة نقل الغاز في إيطاليا ؛
- توسيع الإنتاج في محطة سانجوزال.

ستبدأ الإمدادات الأولى في تركيا في منتصف عام 2018 ثم بحلول عام 2020.وفي الوقت نفسه، تقدر طاقة خط أنابيب الغاز الجديد في المرحلة الأولى بحوالي 10 مليارات متر مكعب سنويا، وهي قادرة على التوسع حتى 20 مليار متر مكعب سنويا.

## 29 مايو 2018
في 29 مايو 2018 ، افتتح الرئيس الأذربايجاني إلهام علييف المرحلة الأولى من ممر الغاز الجنوبي في باكو.في 29 مايو 2018 ، افتتح الرئيس الأذربايجاني إلهام علييف خط أنابيب النفط عبر الأناضول، وهو مشروع ممر الغاز الجنوبي في إسكيشهير، تركيا.ستقوم اليونان بنقل الغاز الطبيعي من حقل شاه دنيز اعتبارًا من يونيو 2019.